# Freilichtmuseum Ballenberg
Freilichtmuseum Ballenberg är en park i Schweiz. Den ligger i den centrala delen av landet, 50 km öster om huvudstaden Bern. Freilichtmuseum Ballenberg ligger 661 meter över havet. Arean är 66 hektar.
Terrängen runt Freilichtmuseum Ballenberg är huvudsakligen bergig, men den allra närmaste omgivningen är kuperad. Freilichtmuseum Ballenberg ligger nere i en dal som går i öst-västlig riktning. Närmaste större samhälle är Meiringen, 8,3 km öster om Freilichtmuseum Ballenberg. 
I omgivningarna runt Freilichtmuseum Ballenberg växer i huvudsak blandskog. Runt Freilichtmuseum Ballenberg är det ganska tätbefolkat, med 93 invånare per kvadratkilometer.